# Kylie Moore-Gilbert
Kylie Moore-Gilbert (Gosford, 1986) è una giurista australiana, nota per essere stata imprigionata per due anni in Iran.

## Biografia
Docente presso l'Asia Institute dell'Università di Melbourne, ha condotto ricerche sulle rivoluzioni in Medio Oriente, con particolare focus sul Bahrein.
Dal settembre 2018 al novembre 2020 è stata imprigionata in Iran con l'accusa di spionaggio. Gilbert nega le accuse mosse dal governo iraniano contro di lei, e nessuna prova dei suoi presunti crimini è mai stata resa pubblica. Il governo australiano ha respinto le accuse come "infondate e politicamente motivate". Viene liberata in cambio della liberazione di tre iraniani detenuti in Thailandia accusati di tentato omicidio contro diplomatici israeliani.
Tornata in Australia, ha dichiarato che gli iraniani tentarono di arruolarla come spia in cambio del rilascio. Ai giornalisti di Sky News Australia dice: "Sapevo che il motivo per cui non si erano impegnati in veri negoziati con gli australiani era che volevano reclutarmi. Volevano che lavorassi per loro come spia".
In carcere è stata vittima di percosse e tortura psicologica.